# Классический «Доктор Кто» (14-й сезон)
Премьера четырнадцатого сезона классических серий британского научно-фантастического сериала «Доктор Кто» состоялась 4 сентября 1976 года, с выходом на экраны первого эпизода серии «Маска Мандрагоры». Сезон завершился 2 апреля 1977 года показом последнего эпизода серии «Когти Венг-Чанга».

## Актёрский состав

### Основной
- Том Бейкер в роли Четвёртого Доктора
- Элизабет Слейден в роли Сары Джейн Смит
- Луиз Джеймсон в роли Лилы

Том Бейкер вернулся к роли Четвёртого Доктора на свой третий сезон. Элизабет Слейден ушла из шоу после выхода серии «Рука страха». Так как Сара Джейн была единственным человеком, который связывал Доктора с UNIT, Повелителю времени больше не было смысла работать на эту организацию; кроме того, в серии «Беспощадный убийца» Доктор путешествует один. Тем не менее, в следующей же серии, «Лицо зла», у него появляется новая спутница — Лила (Луиз Джеймсон).

### Приглашённый
В качестве главного антагониста в серии «Беспощадный убийца» возвращается Мастер, это его первое появление со дня выхода серии «Космическая граница». Данное воплощение заклятого врага Доктора сыграл актёр Питер Пратт. В следующий раз Мастер вернётся на экраны лишь через пять лет, в 1981 году.

## Список серий
В серии «Маска Мандрагоры» зрителям была представлена новая, отделанная деревом «запасная комната управления», которая должна была использоваться вместо главной комнаты в течение всего сезона. Кроме того, чтобы сдвинуть даты премьеры эпизодов ближе к лету 1977 и позволить Роберту Холмсу лучше проработать сценарий серии «Когти Венг-Чанга» между финалом серий «Беспощадный убийца» и премьерой серии «Лица зла» был сделан шестинедельный перерыв в трансляции.
| № | #  | Название                                       | Частей (эпизодов) | Режиссёр        | Сценарист                        | Зрителей (миллионов)        | Индекс оценки | Дата выхода в эфир                                                                                                 | Код |
| --- | -- | ---------------------------------------------- | ----------------- | --------------- | -------------------------------- | --------------------------- | ------------- | --- | --- |
| 1 | 86 | «Маска Мандрагоры» «The Masque of Mandragora»  | 4 эпизода         | Родни Бенетт    | Льюис Маркс                      | 8.3 9.8 9.2 10.6            | 58 56 — 56    | 4 сентября 1976 года 11 сентября 1976 года 18 сентября 1976 года 25 сентября 1976 года                             | 4M  |
| После посещения Спирали Мандрагоры - таинственного космического объекта, обладающего разумом - ТАРДИС перемещается в Италию периода Ренессанса. Однако вместе с Доктором и Сарой-Джейн туда попадает и частица энергии Спирали. |    |                                                |                   |                 |                                  |                             |               | |     |
| 2 | 87 | «Рука страха» «The Hand of Fear»               | 4 эпизода         | Ленни Майн      | Боб Бейкер Дейв Мартин           | 10.5 10.2 11.1 12.0         | — 62 —        | 2 октября 1976 года 9 октября 1976 года 16 октября 1976 года 23 октября 1976 года                                  | 4N  |
| Случайно оказавшись на месте взрыва в горнодобывающем карьере, Сара-Джейн обнаруживает каменную руку, принадлежащую существу, жившему 150 миллионов лет назад. И эта рука всё ещё жива.                                         |    |                                                |                   |                 |                                  |                             |               | |     |
| 3 | 88 | «Беспощадный убийца» «The Deadly Assassin»     | 4 эпизода         | Дэвид Мэлони    | Роберт Холмс                     | 11.8 12.1 13.0 11.8         | — 59 — 61     | 30 октября 1976 года 6 ноября 1976 года 13 ноября 1976 года 20 ноября 1976 года                                    | 4P  |
| Расставшись с Сарой-Джейн, Доктор возвращается на родную планету. Однако там его ждёт обвинение в убийстве лорда-президента Галлифрея и противостояние с заклятым врагом - Мастером.                                            |    |                                                |                   |                 |                                  |                             |               | |     |
| 4 | 89 | «Лицо зла» «The Face of Evil»                  | 4 эпизода         | Пеннант Робертс | Крис Буше                        | 10.7 11.1 11.3 11.7         | 61 — 59 60    | 1 января 1977 года 8 января 1977 года 15 января 1977 года 22 января 1977 года                                      | 4Q  |
| Доктор попадает в плен к племени севатим - потомкам потерпевшей крушение космической экспедиции. Здесь ему предстоит исправить сделанную много лет назад ошибку.                                                                |    |                                                |                   |                 |                                  |                             |               | |     |
| 5 | 90 | «Роботы смерти» «The Robots of Death»          | 4 эпизода         | Майкл Брайант   | Крис Буше                        | 12.8 12.4 13.1 12.6         | 62 — 57       | 29 января 1977 года 5 февраля 1977 года 12 февраля 1977 года 19 февраля 1977 года                                  | 4R  |
| Доктор и его новая спутница Лила оказываются на горнодобывающем корабле, где происходят загадочные убийства. |    |                                                |                   |                 |                                  |                             |               | |     |
| 6 | 91 | «Когти Венг-Чанга» «The Talons of Weng-Chiang» | 6 эпизодов        | Дэвид Мэлони    | Роберт Холмс Роберт Бэнкс Стюарт | 11.3 9.8 10.2 11.4 10.1 9.3 | — 60 — 58     | 26 февраля 1977 года 5 марта 1977 года 12 марта 1977 года 19 марта 1977 года 26 марта 1977 года 2 апреля 1977 года | 4S  |
| Доктор и Лила отправляются в викторианскую Англию, где сталкиваются с жестокой бандой, выдающей себя за китайский театр. Однако противниками Доктора выступают не банальные преступники, а куда более мрачные силы.             |    |                                                |                   |                 |                                  |                             |               | |     |

## Показ
14 сезон классических серий «Доктора Кто» транслировался на канале BBC One с 4 сентября 1976 года по 2 апреля 1977 года.

## DVD-релизы
| Серия | Количество и продолжительность эпизодов | Регион 2            | Регион 4             | Регион 1              |
| --- | --------------------------------------- | ------------------- | -------------------- | --------------------- |
| Маска Мандрагоры | 4 × 25 м.                               | 8 февраля 2010 года | 31 марта 2010 года   | 4 мая 2010 года       |
| Рука страха | 4 × 25 м.                               | 24 июля 2006 года   | 7 сентября 2006 года | 7 ноября 2006 года    |
| Беспощадный убийца | 4 × 25 м.                               | 11 мая 2009 года    | 2 июля 2009 года     | 1 сентября 2009 года  |
| Лицо зла | 4 × 25 м.                               | 5 марта 2012 года   | 5 апреля 2012 года   | 13 марта 2012 года    |
| Роботы смерти | 4 × 25 м.                               | 13 ноября 2000 года | 2 июля 2001 года     | 11 сентября 2001 года |
| Роботы смерти — Специальное издание Только в рамках сборника Revisitations 3                                                                   | 4 × 25 м.                               | 13 января 2012 года | 1 марта 2012 года    | 13 марта 2012 года    |
| Когти Венг-Чанга | 6 × 25 м.                               | 28 апреля 2003 года | 30 июня 2003 года    | 7 октября 2003 года   |
| Когти Венг-Чанга — Специальное издание В Регионах 2 и 4 в рамках сборника Revisitations 1 В Регионе 1 выходил только в виде отдельного издания | 6 × 25 м.                               | 4 октября 2010 года | 2 декабря 2010 года  | 11 октября 2011 года  |

## Книги
| Серия                | Адаптация                         | Автор           | Впервые опубликована |
| -------------------- | --------------------------------- | --------------- | -------------------- |
| «Маска Мандрагоры»   | «Доктор Кто и Маска Мандрагоры»   | Филип Хинчклифф | 1977                 |
| «Рука страха»        | «Доктор Кто и Рука страха»        | Терренс Дикс    | 1979                 |
| «Беспощадный убийца» | «Доктор Кто и Беспощадный убийца» | Терренс Дикс    | 1977                 |
| «Лицо зла»           | «Доктор Кто и Лицо зла»           | Терренс Дикс    | 1978                 |
| «Роботы смерти»      | «Доктор Кто и Роботы смерти»      | Терренс Дикс    | 1979                 |
| «Когти Венг-Чанга»   | «Доктор Кто и Когти Венг-Чанга»   | Терренс Дикс    | 1977                 |